# Râul Gepiș
Râul Gepiș sau Râul Valea Mirelui este un curs de apă, afluent al râului Crișul Repede.

## Hărți
- Harta județului Bihor